# Coniornis altus
Coniornis altus — вид викопних птахів родини гесперорнісових (Hesperornithidae). Знайдений у 1893 в штаті Монтана (США). Мешкав у пізній крейді. Прісноводний птах. Можливо належить до роду Hesperornis.